# Sílvia Cóppulo i Martínez
Sílvia Cóppulo i Martínez (Mataró, 1958) és una comunicadora catalana i presentadora de ràdio i televisió.

## Biografia
Va iniciar la seva carrera professional als 19 anys, mentre estudiava a la universitat. És llicenciada en Psicologia per la Universitat de Barcelona i té un doctorat en Comunicació i Humanitats per la Universitat Ramon Llull. Va aprovar les oposicions que convocava la recent Ràdio Mataró. El 1983 es va incorporar a Ràdio Sabadell i només un any després va fitxar per Catalunya Ràdio, on entrevistava personatges polítics al programa Fil directe.
El seu debut televisiu va ser durant les primeres emissions de Televisió de Catalunya. De 1990 a 1992 va participar en La vida en un xip de Joaquim Maria Puyal, que la va fitxar com a ajudant de direcció. Durant dues temporades va aparèixer a la pantalla petita d'aquest programa com a responsable del Centre de dades. Després de finalitzar la seva col·laboració davant les càmeres, va passar a dirigir i copresentar un altre espai, el debat Polèmic, juntament amb Antoni Bassas, de nou per TV3. Sílvia Cóppulo ha anat compaginant ràdio i televisió durant tota la seva carrera. A Catalunya Ràdio va seguir fins al 1996, dirigint i presentant programes essencialment d'entrevistes i debats d'actualitat, fins que el 1996 Josep Cuní la va fitxar per COMRàdio, on hi va estar durant deu anys. Entre els anys 2001 i 2003 va presentar els debats informatius La nit de l'actualitat i Plats pel cap a  Barcelona TV.

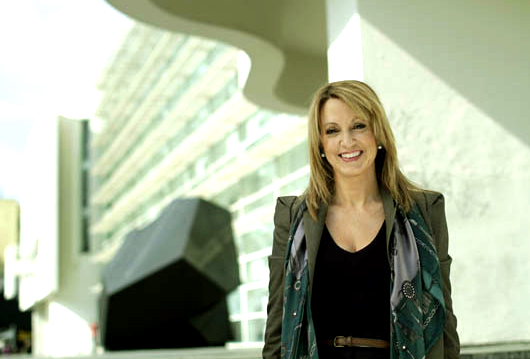
Sílvia Cóppulo, el 2010

Va dirigir i presentar el primer programa de debat politicosocial paritari, Amb ulls de dona, per a TVE-Catalunya. Així mateix, és autora de 47 Dones de Primera (2009), una obra basada en entrevistes a dones professionals líders. També ha escrit La família empresària Castells. Com gestionar els conflictes i la comunicació amb èxit en les empreses familiars (2006), juntament amb Mercè Dedeu. Sobre la ràdio ha escrit Com neix COMRàdio (2006).
El setembre del 2009 va tornar a Catalunya Ràdio per dirigir i presentar el programa El secret, emès de les 16 a les 19 hores de la tarda entre 2009 i 2011. En televisió va presentar una sèrie d'entrevistes per al programa (S)avis de TV3 i el Canal 33 entrevistant personatges de la talla de Pere Portabella, Heribert Barrera, Josep Maria Ainaud de Lasarte, Montserrat Abelló, Joan Triadú, Teresa Rebull i Joaquim Barraquer, entre d'altres. Des del setembre del 2011 fins al 2015 va ser la directora i presentadora del programa dels matins del cap de setmana El suplement, a Catalunya Ràdio, programa on ha presentat edicions especials amb motiu de la Marató de TV3. La temporada 2015/2016 va passar a presentar el programa La vida, emès de dotze a dues del migdia. La temporada 2016/2017 va presentar l'Anàlisi del Catalunya Vespre, conjuntament amb Kilian Sebrià, de 21h a 23h, i El Divan, una entrevista en profunditat a personalitats del món polític, social i cultural, emesa setmanalment. La temporada 2017/2018, El Divan passa a formar part de la nova oferta multiplataforma de la Corporació Catalana de Mitjans Audiovisuals i es converteix en programa de televisió, dirigit també per Sílvia Cóppulo.
En l'àmbit acadèmic, és professora del grau de Comunicació i Indústries Culturals de la Universitat de Barcelona i imparteix classes de Comunicació en el Màster de Gestió Sanitària Arxivat 2017-12-01 a Wayback Machine. de la Universitat Internacional de Catalunya (UIC).

## Premis i reconeixements
Sílvia Cóppulo ha rebut, entre altres premis:
- El juliol de 2015 va ser guardonada en la desena edició dels premis de l'Associació de Prevenció d'Accidents de Trànsit, P(A)T Arxivat 2015-11-24 a Wayback Machine., en reconeixement del compromís en temes socials.[4]
- El 2014 va rebre el Premi Mitjà de Comunicació de Fem.talent per promoure la igualtat d'oportunitats entre homes i dones.[5]
- El 2013 va rebre el vuitè premi de l'Associació d'Empresàries, Directives i Professionals FUNDE Arxivat 2006-04-14 a Wayback Machine. com a professional que ha contribuït a mostrar la realitat econòmica i social femenina des d'un mitjà de comunicació.[6]
- El 2013 va rebre el premi Bones Pràctiques de Comunicació No Sexista, que entrega l'Associació de Dones Periodistes de Catalunya.[7]
- 2013. Reconeixement professional en la categoria de Comunicació per fem.talent, una iniciativa de la Xarxa de Parcs Científics i Tecnològics de Catalunya (XPCAT) i l'Ajuntament de Barcelona, que promou la igualtat d'oportunitats entre homes i dones i la gestió del talent femení[8]
- 2006. Premi Òmnium de comunicació pel debat d'actualitat a TVE-Catalunya Amb ulls de dona (2004-2007)[9]